# Wedge tomb

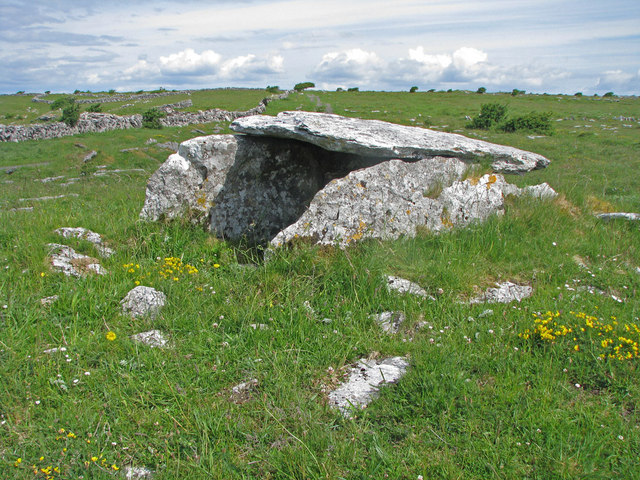
Ballymihil wedge tomb in de Burren

Een wedge tomb (vroeger ook wel wedge-shaped gallery grave genoemd) is een megalithisch bouwwerk uit het neolithicum en de bronstijd (3000 v.Chr. tot 2000 v.Chr.). 

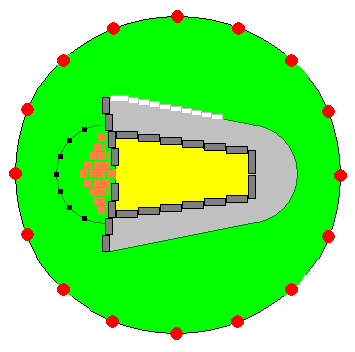

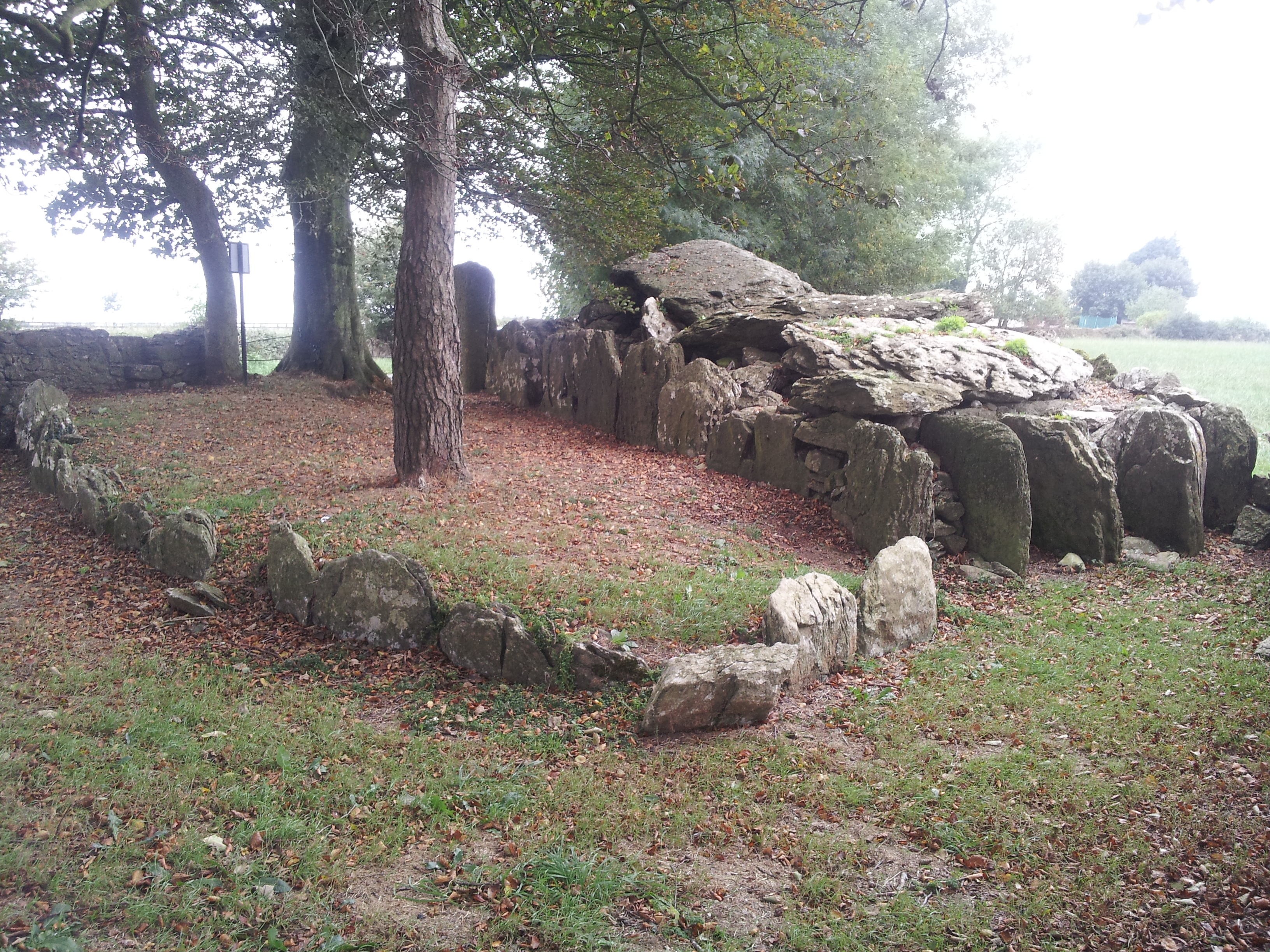
Labbacallee wedge tomb

Het is een type dolmen dat in voornamelijk in Ierland voorkomt. Alleen al in de Burren zijn er 120 bekend. Er zijn ook wedge tombs gevonden in Noord-Ierland en Groot-Brittannië, waarvan 50 op de Scilly-eilanden en 20 in Cornwall.
Wedge tombs bestaan uit een galerij waarvan de breedte en hoogte afneemt (van west naar oost). De galerij is rechthoekig, meestal wigvormig en zelden manshoog. De kamer is afgescheiden van een voorkamer. De kamer in de wedge tombs wordt met dekstenen afgedekt. Deze worden meestal weer door een cairn afgedekt en zijn dan rond, ovaal en D-vormig. De ingang is meestal aan de westkant geplaatst. Wedge tombs worden vaak gevonden op berghellingen, op driekwart van de heuvel tot de top.
Naast de wedge tombs komen in Ierland ook court tombs, portal tombs en passage tombs voor. In Ierland zijn 505 wedge tombs bekend; ze komen voornamelijk op het westelijke gedeelte van het eiland voor (County Cork en County Clare).
Een wedge tombe heeft veel overeenkomsten met het Galeriegrab uit Duitsland en de allée couverte uit Frankrijk en België.

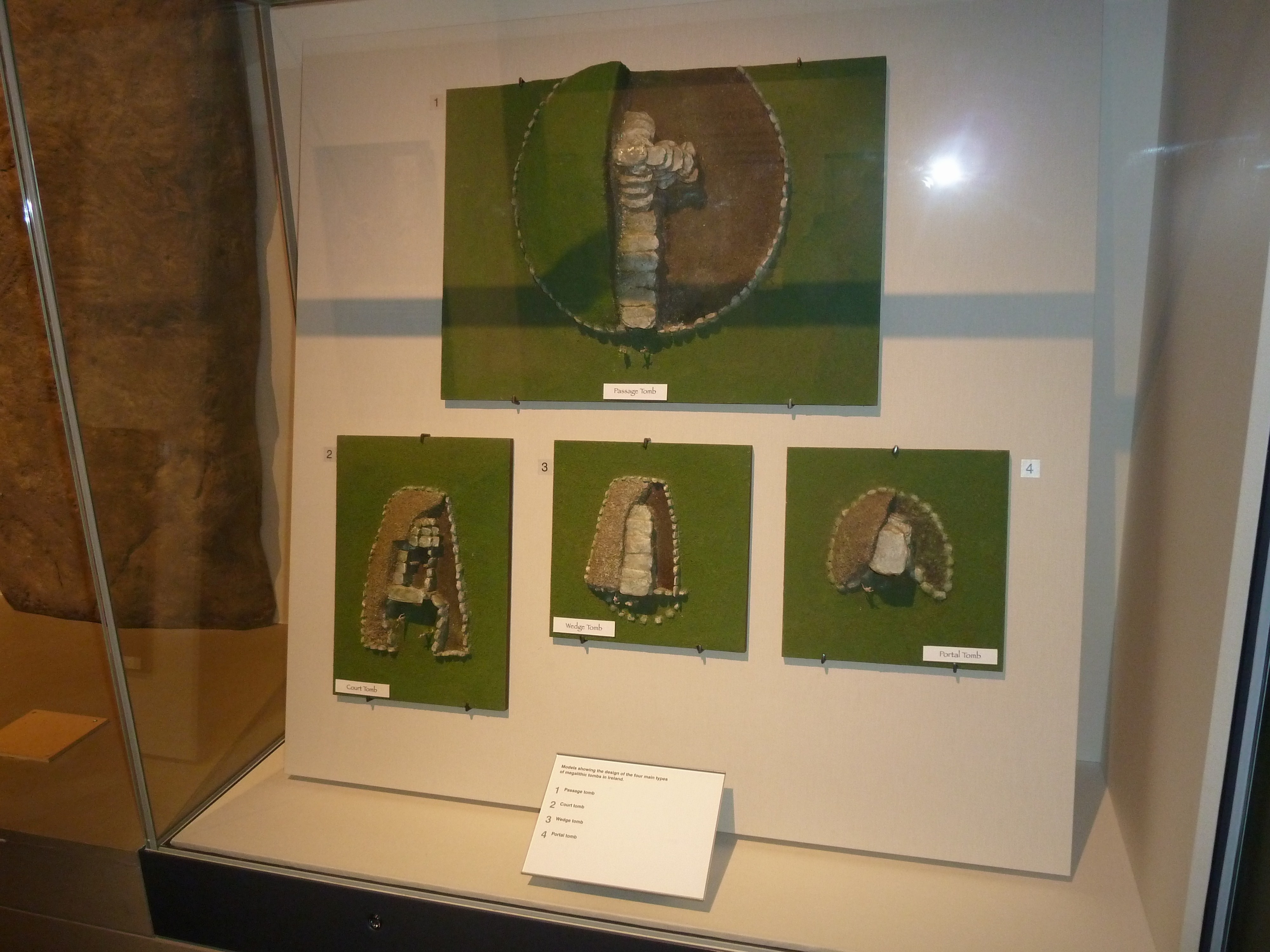
Modellen van diverse typen hunebedden (Passage tomb, Court tomb, Wedge tomb, Portal tomb) in het Ulster Museum